# Money, Money
Money, Money ist neben Welcome, und Mein Herr eine berühmte Musiknummer aus dem Film Cabaret von Bob Fosse aus dem Jahr 1972. Die Musik stammt von John Kander und der Text von Fred Ebb. Gebracht wurde der Song im  Film von Liza Minnelli in der Rolle der Sally und Joel Grey als Emcee in Form einer Varieté- oder Kabarettnummer mit Show- und Tanzeinlagen im Ambiente eines Nachtclubs.

## Geschichte und Inhalt
Das Lied war in der Musicalfassung von Cabaret aus dem Jahr 1966 noch nicht enthalten, es entstand erst zum Film. Heute wird es allerdings aufgrund seiner Beliebtheit in aktuelle Aufführungen des Musicals eingefügt. Der Text des Liedes bezieht sich auf die Zeit nach der deutschen Inflation und der Weltwirtschaftskrise der Jahre nach 1929 und beschreibt vereinfacht und stark karikierend die Rolle des internationalen Geldes in der Wirtschaft. Mehrere Textzeilen am Ende beziehen sich auf Armut, Hunger und den verlogenen Trost eines „fetten Pfarrers“. Das Lied hat vier Strophen, zwischen denen der Refrain Money makes the world go around…. erklingt.

## Musik
Geschrieben ist die Musik in Es-Dur und der Paralleltonart c-Moll. Als Tempo gibt John Kander ein Moderately bright (mäßig munter) vor. Das Stück hat damit das Tempo eines Foxtrotts und dauert gut drei Minuten. Die Musik ahmt den schräg eckigen Stil im Berlin der späten Zwanzigerjahre nach und bedient sich einer Instrumentation, die aus Blechbläsern wie Posaune oder Tuba, Akkordeon, einem präparierten Klavier und Schlagzeug besteht.

## Weblink
- Filmsequenz aus Cabaret mit der Musiknummer Money, Money auf youtube.com